# 魏周琬
魏周琬，字旭棠，一字竹君，兴化人，清朝政治人物。之前用“周琬”作为名字，寄籍江都，后归原籍，复本姓。雍正元年进士，三甲第二名。著有《充射堂集》。妻许德祯，有文才，着有《弋凫堂诗钞》。

## 家族
曾祖父魏应嘉。父魏曰祁。